# التاريخ العسكري للإمبراطورية الروسية

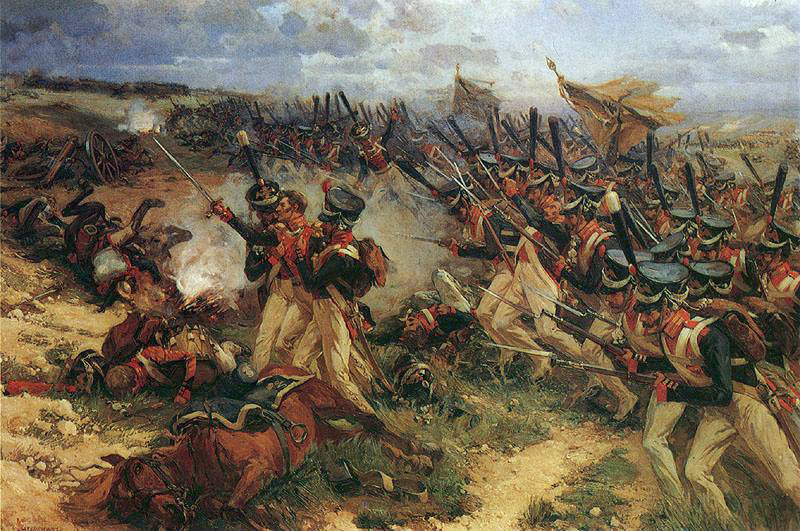
هجوم فيلق روسي في معركة بورودينو

يشمل التاريخ العسكري للإمبراطورية الروسية تاريخ الصراعات المسلحة التي انخرطت بها الإمبراطورية الروسية. يمتد هذا التاريخ منذ نشوء الإمبراطورية في العام 1721 على يدي بطرس الأكبر، وحتى الثورة الروسية في العام 1917، والتي أدّت إلى قيام الاتحاد السوفييتي. تضم معظم الأحداث الوارد ذكرها الجيش الإمبراطوري الروسي، والبحرية الإمبراطورية الروسية، ومنذ بدايات القرن العشرين، القوات الجوية الإمبراطورية الروسية.

## روسيا في عهد الإمبراطورية

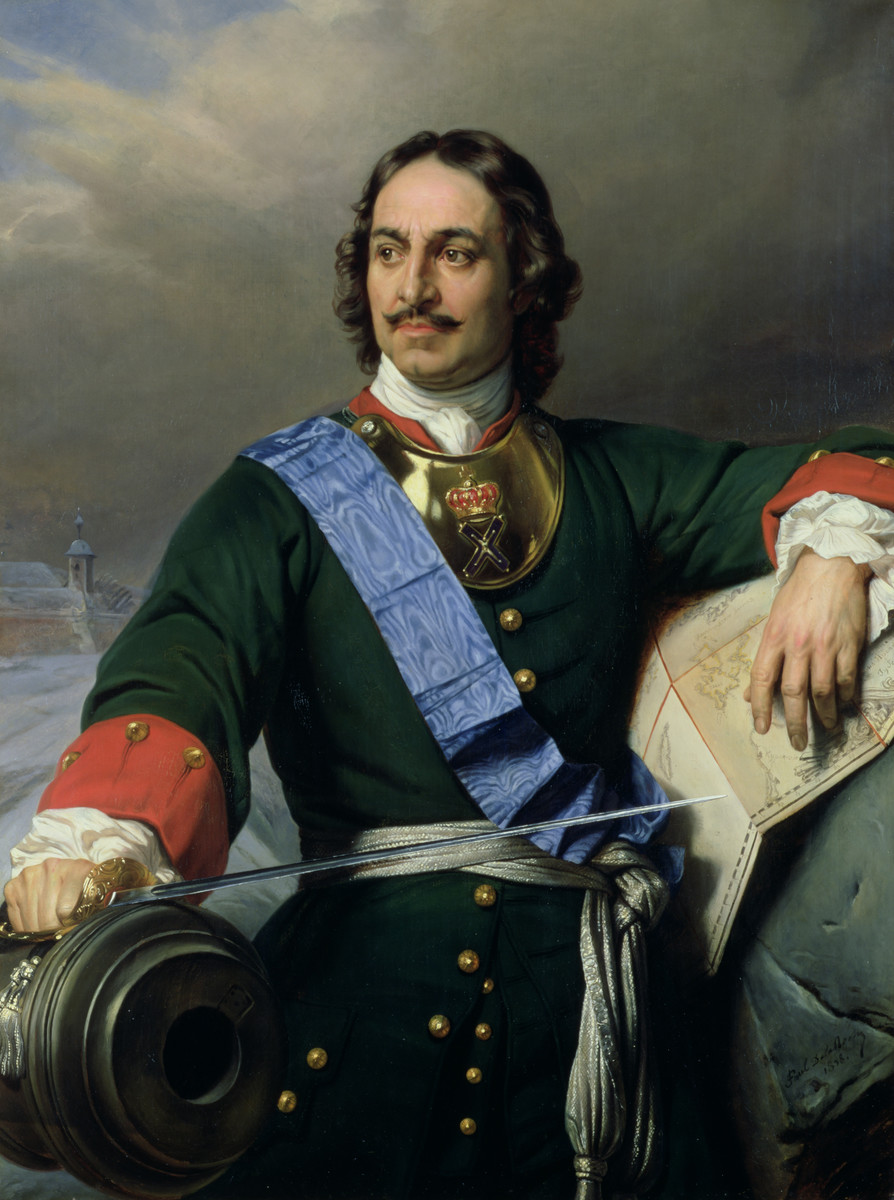
بطرس الأكبر 1838

لطالما أشار المؤرخون إلى أهمية الدور الذي أدّاه عهد بطرس الأكبر في التاريخ الروسي. بلغ بطرس رشده في دولة اتصفت بكُبر المساحة الجغرافية والتخلف التقني والاجتماعي في الآن ذاته. على إثر تولّيه مقاليد السلطة في روسيا في العام 1682، انطلق القيصر في حملة محمومة لإصلاح جميع جوانب الحكومة، والمجتمع، والجيش الروسي ليضعها جميعًا على قدم المساواة مع نظرائها لدى دول الغرب المجاورة. خاض القيصر حروبًا عديدة ضد جيرانه، وجيّر جميع الموارد التي كانت تحت سيطرته لإبقاء آلة الحرب دائرة، وابتعث العديد من الشباب إلى الغرب، كيما يتعلموا المهن والمهارات التي ستحتاجها روسيا فيما بعد. أنشأ بطرس دولة روسيا جديدة فوق أنقاض روسيا القديمة، وعند وفاته في العام 1725 كانت قد حلّت روسيا محلّ السويد بوصفها القوة الشرقية المهيمنة في أوروبا.
في التاريخ الروسي تُعرف الفترة التي صاغ أساساتها بطرس الأكبر بعدة أسماء، منها العصر الإمبراطوري نظرًا للصلة الجديدة بين الحاكم والأرض؛ وعهد سانت بطرسبرغ، بسبب انتقال العاصمة إلى مدينة سانت بطرسبرغ المقامة حديثًا في عهده؛ والعهد الروسي الخالص، تأكيدًا على التناغم الشامل الذي نشأ في دولة كانت تتّسم بمعاداة الأجانب. إضافة إلى ما تقدّم، أحيانًا يُشار إلى الحقبة الممتدة بين عهد بطرس حتى ثورة أكتوبر (وحلّ الإمبراطورية الروسية) في العام 1917 باسم الحقبة البطرسية، للدلالة على أهميته الفائقة. ومع ذلك، لم تقُم الإمبراطورية الروسية بالمعنى الدقيق حتى اتخذ بطرس لنفسه لقب (إمبراطور)، مع نهاية حرب الشمال العظمى.

## بطرس الأكبر

### السنوات الأولى واعتلاء العرش
ولد بطرس الأكبر في 9 يونيو 1672، لوالده القيصر أليكس الأول من زوجته الثانية ناتاليا ناريشكينا. أنجب القيصر أكثر من 14 طفلًا من زواجين، ولكن لم يعش منهم سوى 3 أبناء من الذكور، فيودور وإيفان من زواجه الأول، وبطرس من زواجه الثاني. تمتع بطرس بصحة أفضل بكثير من أخويه غير الشقيقين، واللذين كانا مصابان بإعاقات جسدية. توفي والد بطرس في العام 1676، وأُعلن عن تنصيب بِكره فيودور قيصرًا. عند وفاة فيودور في العام 1682، لم يترك خلفه وليًا للعهد. ولم يكن ثمة طريق واضح لخلافة العرش، فعمدت أبرز عائلات بويار الأرستقراطية، ناريشكين وميلوسلافسكي، إلى دعم عدة خلفاء في المنافسة على عرش القيصر. حازت عائلة ناريشكين الداعمة لبطرس على نصر مبكّر، وأُعلن عن بطرس قيصرًا في أبريل 1682، واضطلعت والدته بمنصب الوصي على العرش. رغم ذلك، ففي شهر مايو قادت صوفيا، أخت بطرس الصحيحة جسديًا، قادت تمردًا لقوات الستريلتسي العسكرية بدعم من عائلة ميلوسلافسكي، وانتزعت العرش وقتلت العديد من وجوه عائلة ناريشكين، في مذبحة شهد بطرس الصبي مجرياتها. وعلى إثر التمرد، أُعلن عن إيفان قيصرًا كبيرًا، وبطرس قيصرًا صغيرًا، في حين كانت صوفيا الوصية على العرش. إنما في حقيقة الأمر تفرّدت صوفيا بالسلطة المطلقة، مزيحةً أخويها غير الشقيقين عن مقاليد السلطة.
رغم اتصافه بالذكاء في طفولته، إلا أن بطرس لم يكن ذا فكر عميق ولا على درجة عالية من الكياسة. نظرًا للياقته الصحية، وتمتعه بمستويات خارقة من الحيوية، انصرف بطرس بكليّته نحو الأعمال اليدوية. على وجه الخصوص، رأى بطرس في البحارة والمهارات العسكرية شأنًا كبيرًا. شكّل بطرس لعبة الجيش مع أصدقائه من أبناء النبلاء والخدم، وانخرطوا في معارك تجريبية. مع تقدمه في السن، ازدادت تلك المعارك تعقيدًا، إذ اشتملت على وحدات منظمة، وتشكيلات جيش، وذخيرة حية كذلك الأمر. عند بلوغهم سن الرشد، أصبح الأطفال الذين شاركوا بطرس ألعابه الطفولية أصبحوا قادة جيوشه، وأقرب مستشاريه العسكريين، وبهم تشكّلت أولى وحدات النخبة من الحرس الإمبراطوري الروسي، فوج بريوبراجينسكي وفوج سيميونوفسكي. ضمّ هذان الفوجان خلاصة النبلاء الروسيين، وأصبحا وحدتيّ تدريب للنبلاء الشباب الذين خدموا بوصفهم جنودًا عاديين قبل تأهيلهم ليصبحوا ضباطًا في وحدات أخرى.
مع تقدم بطرس في السن، أدركت صوفيا حقيقة عدم رسوخ قبضتها على العرش في وجه الوريث الصاعد. في العام 1689، ألّبت صوفيا أنصارها من وحدات الستريلتسي العسكرية للتمرد ثانية لتعزيز سيطرتها على الحُكم. تحت تأثير إشاعات بوجود مؤامرة تُحاك ضده، فرّ بطرس بحياته خارج موسكو. في الأيام الحاسمة التي تلت ذلك الوقت، اصطفّ خلف بطرس بطريرك موسكو وروسيا، والعديد من عائلات النبلاء البويار وملاك الأراضي. تردد معظم أفراد الستريلتسي ولم يأتوا بفعل يذكر، وأُزيحت صوفيا عن العرش سلميًا. وبالتالي، اعتُرف ببطرس حاكمًا فعليًا على روسيا. بالرغم من ذلك، ففي سن السابعة عشرة، لم يكن بطرس قد فقد شغفه بالمهارات العسكرية، ونقل الحكم لوالدته ناتاليا ناريشكينا. لم تؤلْ إدارة الدولة إلى بطرس إلا عند وفاة والدته في العام 1694.

### بواكير الحكم والإصلاحات العسكرية
خبِر بطرس بشكل مباشر الجنود والبحارة من أسفل التسلسل الهرمي إلى أعلاه، إذ خدم مع الجنود العاديين قبل ترقية نفسه إلى سلك الضباط. ولهذا السبب، لم يحز بطرس على رتبة الجنرال إلا بعد انتصاره في معركة بولتافا في العام 1709، ولم يصبح أدميرالًا إلا عندما وضعت الحرب الشمالية العظمى أوزارها بعد ذلك بعقد كامل من الزمان. منذ العام 1694، أنشأ بطرس حوض بناء سفن في أرخانغلسك وبنى سفينة كاملة بنفسه. شابت روسيا حاجة ماسة للخبرة، وهي المشكلة التي خفف بطرس من وطأتها عبر انزوائه إلى أقاصي موسكو، وفي بيئة هادئة تعلّم تفاصيل بناء السفن، والملاحة، والتشكيلات العسكرية، وإقامة الدفاعات. أراد بطرس الوجود في كل مكان في الآن ذاته، ومعاينة كل شيء بنفسه. بسبب عدم حمله منصب القيصر على محمل الجد بشكل كاف، انخرط بطرس وأصدقاؤه في مباريات شرب معقدة وغيرها من الهوايات مثل ركوب الخيل، واستعراضات الترف، وأدى ذلك كله إلى تمتين أواصر الصداقة بينهم عبر الشرب والحديث. رغم ذلك، وفي الوقت نفسه، أظهر بطرس قدرًا من الوحشية، ولم يتوان عن اللجوء إلى القوة الباطشة لإخماد أي تمرد، حتى أنه عمد إلى ضرب أصدقائه ذاته في حال رأى في ذلك ضرورة متحققة.
مع توليه مقاليد السلطة، فُجع بطرس بالنقص الحاد في المتخصصين المهرة اللازمين لإدارة الحكومة. انطلاقًا من عدم اكتراثه بالرتب العالية والأصول الرفيعة، راح بطرس يوظف متخصصين محترفين من جميع أرجاء الإمبراطورية الروسية، بمن فيهم الأقنان، والأجانب، والكهنة، والخبراء الأجانب، إضافة إلى أفراد النبلاء البويار. وهكذا فقد ضمت حكومته رجالًا ينتمون إلى جميع ألوان الطيف الاجتماعي. برز من بين هؤلاء جميعًا، ألكيساندر دانيلوفيتش مينشيكوف، الذي كان صديقًا لبطرس منذ طفولته وألعاب الحرب المشتركة. كان مينشيكوف فتى إسطبل خيل ينتمي لأدنى منزلة، برز فيما بعد بوصفة أحنك إداريي بطرس. انطلاقًا من كونه فاسدًا وحيويًا، أوجد مينشيكوف لنفسه موطئ قدم في كافة أجزاء الإدارة الحكومية الروسية، وظلّت المحاكم الروسية تتابعه عن كثب، وتلقّى عقوبات من بطرس نفسه بين الفينة والأخرى، ومع هذا كله فقد تمكن من الحفاظ على منصبه المرموق.